# Ги II де ла Рош
Ги II де Ла Рош (фр. Guy II de La Roche; 1280 — 5 октября 1308) — герцог Афинский в 1287—1308 годах. Был единственным сыном герцога Гильома I и Елены Ангелины Комниной, дочери князя Фессалии Иоанна I Дуки. 

## Биография
Когда умер отец, Ги было только семь лет, и правление за него осуществляла мать, герцогиня Елена со своим вторым мужем, Гуго де Бриеном.
В 1294 году Ги II принял бразды правления в свои руки. Его восшествие на престол сопровождалось пышными празднествами и рыцарскими турнирами. Герцог принял посвящение в рыцари, к общему удивлению, от небогатого дворянина Бонифация ди Верона, родственника триархов Негропонта. Бонифаций стал верным другом и советником герцога на всю жизнь. Ги II пожаловал ему несколько крепостей и остров Эгину.
Ги II принёс вассальную присягу своим сюзеренам, князьям Ахейи Изабелле де Виллардуэн и Флорану де Эно. Флоран не удовольствовался этим, и потребовал у Ги выплаты дани, в чём ему было отказано. Конфликт между правителями не успел разгореться, так как Флоран погиб в битве с византийцами в 1298 году. В 1299 году Изабеллой была устроена помолвка Ги с её дочерью, Матильдой де Эно. Король Неаполя Карл II Хромой выступил против этого брака. Король опасался слияния Афинского герцогства и Ахейского княжества через этот брачный союз, и потери своего влияния в Греции. Но папа Бонифаций VIII дал своё благословение, и свадьба состоялась в 1300 году. В благодарность Ги II преподнес папе 12 бархатных одеяний, сотканных на его фиванских мануфактурах. Матильда принесла в приданое Ги II замок Каламату. Ахейская принцесса, которой тогда было только три года, переехала ко двору своего мужа.
В 1301 году Изабелла вышла замуж повторно, за принца Филиппа Савойского, и Ги II принёс ему ленную присягу. Этот брак состоялся также без разрешения короля Карла II.
В 1303 году умер дядя Ги, фессалийский князь Константин Дука. Престол достался его маленькому сыну Иоанну II. На момент смерти отца Иоанн был ещё ребёнком, и вельможи княжества избрали ему регентом и опекуном Ги II. (Ги был сыном Елены, сестры Константина I Дуки).
Властная правительница Эпира Анна Кантакузина имела свои виды на Фессалию. Узнав о смерти Константина и избрании Ла Рош-сюр-Йона регентом, Анна Кантакузина, регентша Эпира при малолетнем деспоте Фоме I, ввела войска в Фессалию и заняла замки Пинд и Фанарион. Ги де Ла Рош-сюр-Йон, Филипп Савойский и сеньор Фив, Николя де Сент-Омер собрали свои войска, чтобы противостоять эпирскому деспоту. Ополчение включало 900 франкских рыцарей и 6000 греческих и болгарских наёмников. Они нанесли поражение эпиротам, и двинулись на Янину. Анна Канткузина испугалась и вернула захваченные крепости. Затем войско франков двинулось на Фессалонику, одному из важнейших городов Эпирского депотата. В Фессалониках тогда жила бывшая византийская императрица Ирина Монферратская, разведённая жена Андроника II. Испуганная нашествием франков, она через послов передала Ги, что с его стороны неблагородно нападать на беззащитную женщину. Герцог галантно отвёл свои войска от Фессалоник.
Гораздо менее успешно Ги действовал против Каталонской компании, группы солдат-наёмников и авантюристов, которые в 1306—1309 появлялись в Фессалии с грабительскими набегами. Ги II, тем не менее, удалось сохранить целостность Фессалии, находящейся в окружении многочисленных врагов.
В 1305 году в Коринфе Ги II давал самое пышное празднество, которое только франки устраивали в Греции, в честь Филиппа Савойского и Изабеллы Виллардуэн. Участвуя в рыцарском турнире, герцог получил рану от рыцаря Гийома Брушара и упал с лошади. Возможно, полученная травма приблизила его конец.
В 1307 году король Карл II Неаполитанский, пользуясь правом верховного сюзерена, отобрал у Изабеллы и Филиппа Ахейское княжество, и передал его своему сыну Филиппу Тарентскому. Ги II де Ла Рош-сюр-Йон принёс Филиппу Тарентскому вассальную присягу.

### Смерть
Последние годы жизни герцога терзала неизвестная тяжкая болезнь, от которой врачи отчаялись его излечить. Ги пробовал лечить даже сведущий в медицине патриарх Александрии Афанасий. Патриарх попал в плен к герцогу во время поездки из Константинополя в Александрию. Вначале Ги потребовал 2000 византийских золотых в качестве выкупа за пленника, но когда Афанасий предложил герцогу свою методу лечения его недуга, он получил свободу.
Несмотря на медицинское искусство патриарха Афанасия, его лечение не помогло. В 1308 году Ги умер после продолжительной болезни совсем молодым человеком и был похоронен в монастыре Дафни, рядом с предками. Детей у Ги не было, и после его смерти угасла династия Ла Рош-сюр-Йон на афинском престоле. Ги II запомнился всем, как глубоко религиозный человек, храбрый и благородный воин. Власть в свои руки временно взял друг герцога, Бонифаций ди Верона, и спешно пригласил в Афины ближайшего родственника Ги, его двоюродного брата Готье де Бриенна.